# 卡錫諾湖
53°55′14.586″N 13°12′37.65″E / 53.92071833°N 13.2104583°E

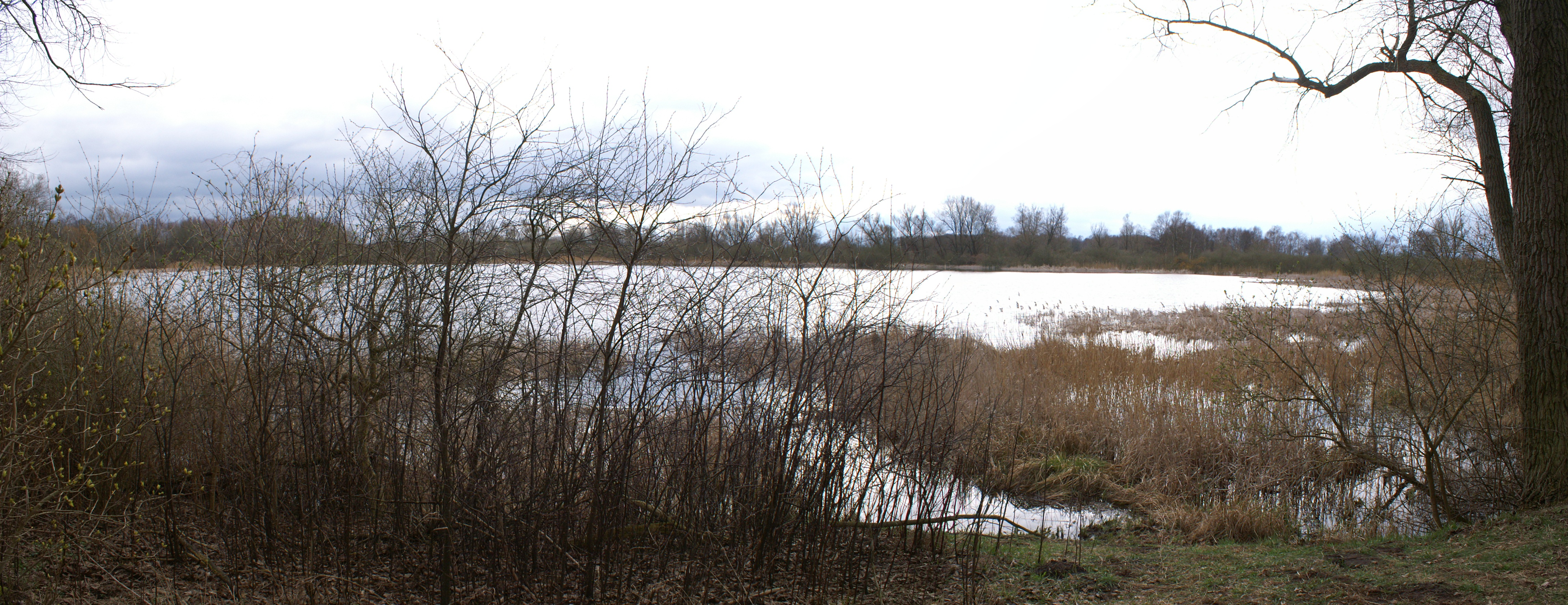

卡錫諾湖（德語：Casinosee），是德國的湖泊，位於該國東北部，由梅克倫堡-前波美拉尼亞州負責管轄，處於前波美拉尼亞-格賴夫斯瓦爾德縣，長0.3公里、寬0.2公里，面積0.05平方公里，平均水深3米。